# Bhairava

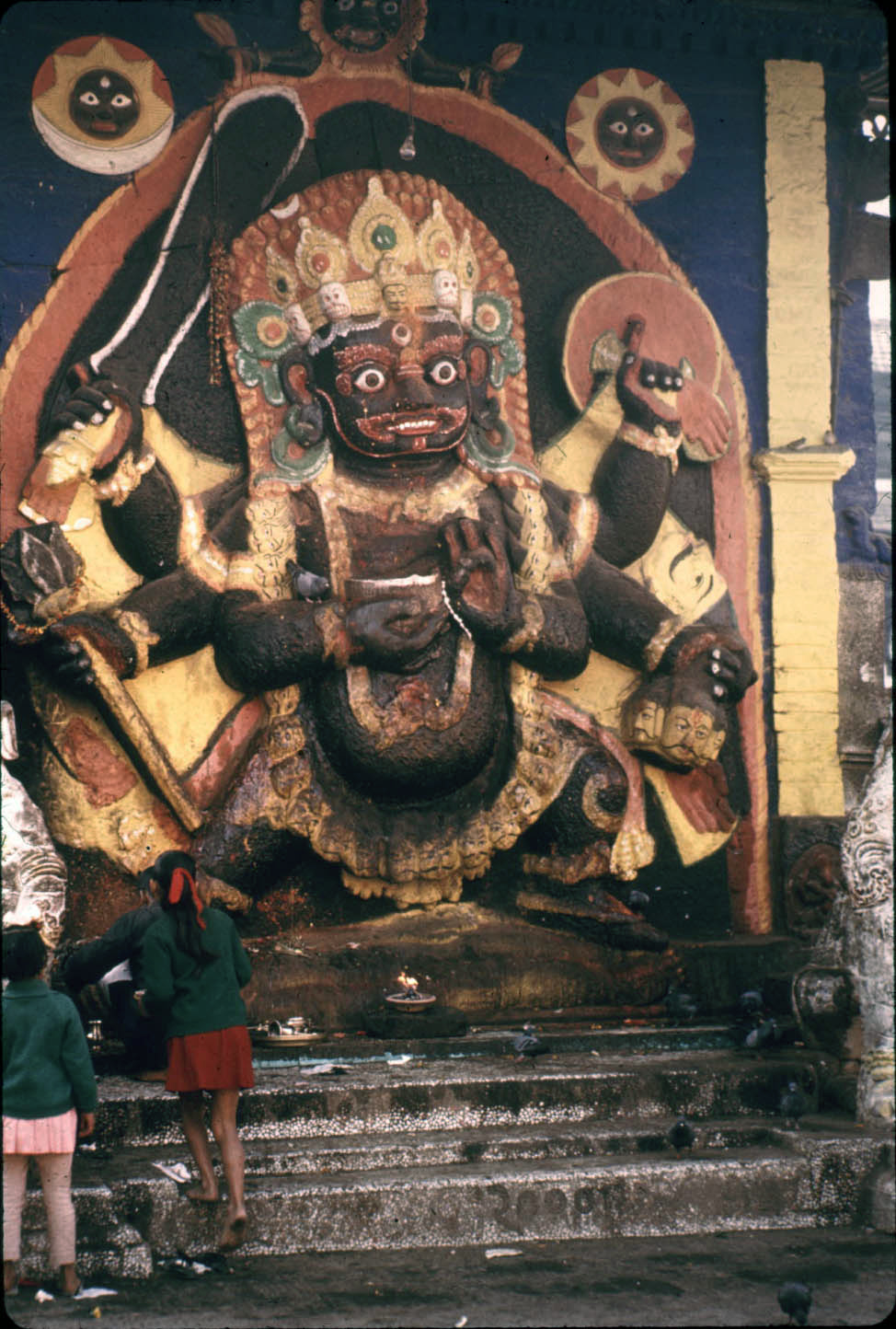
O statuie a lui Bhairava dintr-un templu hindus.

În hinduism Bhairava este un avatar al zeului Shiva. El este considerat a fi cea mai violentă manifestare a lui Shiva, fiind asociat cu anihilarea totală. El apare iconografic ca un om monstruos de culoare neagră, în flăcări și având mai multe mâini, iar pe cap având o coroană cu crani.
O legendă spune că Brahma și Vishnu vorbeau, iar la un moment dat Brahma îi spune lui Vishnu să se închine în fața sa deoarece el este cea mai importantă zeitate deoarece a creat Universul. Acest gest l-a înfuriat pe Shiva care s-a încarnat într-un monstru numit Bhairava și l-a atacat pe Brahma tăiândui un cap. De aceea Brahma apare iconografic cu patru capete în loc de cinci cum avea inițial, iar Bhairava apare cu un cap al lui Brahma în mână. Se spune că după această întâmplare Bhairava a fost pedepsit să devină un cerșetor timp de doisprezece ani. În cele din urmă Brahma l-a iertat și întâmplarea a fost dată uitării.
Bhairava este considerat protector al zeităților hinduse de sex feminin. De asemenea el este venerat în budism și jainism.